# Герб Володарського району (Київська область)
Герб Володарського району — офіційний символ Володарського району, затверджений 2 грудня 2003 р. рішенням сесії районної ради.

## Опис
На червоному полі золоте берло давньоруських князів. Щит увінчаний квіткою калини та обрамлений бронзовим вінком із соснових, дубових і березових гілок. 